# 田野百蕊草
田野百蕊草（学名：Thesium arvense）为檀香科百蕊草属下的一个种。

## 扩展阅读
維基物種上的相關：田野百蕊草